# Яунземе-Гренде, Жанета
Жанета Яунземе-Гренде (Žaneta Jaunzeme-Grende) — латвийский политик, министр культуры (2011—2013).
Родилась 10 марта 1964 года в Олайне, девичья фамилия Акантьева (Akantjeva).
Окончила Латвийский государственный институт физической культуры (1987) и Латвийский университет по специальности «государственное управление» (2001).
Работала преподавателем физического воспитания в Латвийской академии культуры, секретарём Ленинградского райкома ВЛКСМ и директором музея.
С 1996 по 2002 год президент компании «Unipolise», затем председатель правления «Bibliotēku Informācijas tīklu konsorcijs» (консорциум библиотечных информационных сетей, 2000—2003) и компании «Марш» (2002—2007), до 2010 года возглавляла его наблюдательный совет. Работала экспертом в Министерстве регионального развития и местного самоуправления (2007—2010).
Вице-президент (2006—2008), президент (2008—2011) Торговой палаты Латвии.
Входила в совет директоров банка Parex (2009—2010). В 2010 году возглавила правление фонда Имантса Зиедониса «Виегли». В 2011 году директор по развитию компании «Izaugsmes kvartāls», член правления Латвийского отделения Европейского движения.
С июня 2011 года член политической партии «Всё для Латвии!» С 25 октября 2011 по 16 сентября 2013 года министр культуры в третьем кабинете Валдиса Домбровскиса.
Уволила директора Латвийской национальной оперы Андрейса Жагарса, что вызвало скандал, приведший к её отставке.
По состоянию на 2017 год числится в прежней должности председателя правления фонда Имантса Зиедониса «Виегли».